# Prefixnotation
Prefixnotation är en  notation inom matematik och logik där man skriver operatorn först och operanderna efteråt. Den kallas även polsk notation eftersom den infördes av den polske matematikern Jan Łukasiewicz på 1920-talet.
Exempel på vanlig notation, logisk AND-operation:
A AND B AND C
Exempel på prefixnotation, logisk AND-operation:
AND A B C
Exempel på vanlig notation (även kallad infixnotation), matematisk plus-operation:
A + B + C
Exempel på prefixnotation, matematisk plus-operation:
+ A B C
Vilka fördelar har då prefixnotationen? Dels behöver man bara skriva ut operatorn en gång vid till exempel summering av alla element i en lång lista. Dels slipper man lära sig (eller datorn) prioritet mellan operatorerna. Denna måste anges på annat sätt, till exempel med parenteser. Så är fallet i programspråket Lisp, vilket använder prefixnotation.
Postfixnotation har samma egenskaper, men där skriver man operatorn sist. Inom datateknik har detta viktiga tillämpningar, se omvänd polsk notation.